# キャンポ
キャンポ（伊: Chiampo）は、イタリア共和国ヴェネト州ヴィチェンツァ県にある、人口約13,000人の基礎自治体（コムーネ）。

## 地理

### 位置・広がり

#### 隣接コムーネ
隣接するコムーネは以下の通り。括弧内のVRはヴェローナ県所属を示す。
- アルツィニャーノ
- ノガローレ・ヴィチェンティーノ
- ロンカ (VR)
- サン・ジョヴァンニ・イラリオーネ (VR)
- サン・ピエトロ・ムッソリーノ
- ヴェステナノーヴァ (VR)

### 気候分類・地震分類
気候分類では、zona E, 2526 GGに分類される。
また、イタリアの地震リスク階級 (it) では、zona 2 (sismicità media) に分類される。